# Комплексна жртва
Комплексна жртва је неко ко, иако је виктимизован, не одговара захтеву да буде „идеална жртва“ јер је морално компромитован у неком погледу или делимично одговоран за сопствену виктимизацију.